# 稲沢市巡回バス
稲沢市巡回バス（いなざわしじゅんかいバス）とは、かつて愛知県稲沢市が運行していたコミュニティバスである。旧中島郡祖父江町で運行していた祖父江町巡回バスが前身である。稲沢市コミュニティバスおよび稲沢市コミュニティタクシー（現在の稲沢市コミュニティバス接続便）によって代替された。
この項目では稲沢市コミュニティタクシーのふれ愛タクシーについても記述する。

## ルート

### 稲沢市巡回バス
- 森上線 ：森上駅 - 王子板紙前
- 上丸渕線 ：上丸渕駅 - 地泉院

基本的に月 - 土曜日の朝と夕方、夜のみの運行であり、9時 - 14時の運行は無かった。森上駅、上丸渕駅を利用する通勤通学者のための路線である。

### 祖父江町巡回バス
稲沢市巡回バスに引き継がれた2路線のほかに下記の4路線を運行していた。
- 祖父江線
- 領内・丸甲線
- 山崎線
- 牧川・長岡線

これら4路線はいずれも日中のみ運行される公共施設を巡回する路線であった。

## 運賃
祖父江町巡回バス時代は無料、稲沢市巡回バスへの移行後は1乗車100円均一であった。

## 歴史
- 1999年（平成11年）4月1日：中島郡祖父江町がコミュニティバスの祖父江町巡回バス運行開始。料金は無料。朝と夕方、夜のみの運行の森上線、上丸渕線の2路線と、日中のみの運行の公共施設巡回の祖父江線、領内・丸甲線、山崎線、牧川・長岡線の4路線が設定される。
- 2005年（平成17年）4月1日：中島郡祖父江町、平和町が稲沢市に編入される。祖父江町巡回バスは稲沢市巡回バスとして存続。1乗車を有料化（100円）とし、森上線と上丸渕線の2路線のみ存続となり、他路線は廃止。
- 2008年（平成20年）6月30日：全線廃止される。稲沢市コミュニティバスおよび稲沢市コミュニティタクシー（現在の稲沢市コミュニティバス接続便）により代替。

## ふれ愛タクシー
1998年頃から旧稲沢市内の名鉄バス路線は順次廃止されてきた。旧稲沢市はこの廃止路線に準じた路線でコミュニティタクシー「ふれ愛タクシー」を運行していた。稲沢市中島郡合併協議会の中で廃止が決定され、現在は運行されていない。
- 2002年（平成14年）7月19日：名鉄タクシーに運行委託する形でふれ愛タクシーの試験運行を開始。料金は100円。国府宮コース、大里コース等、5路線である。
- 2004年（平成16年）4月1日：路線の変更、追加。
- 2005年（平成17年）3月31日：試験運行終了。